# Walki o Warszawę (1944)

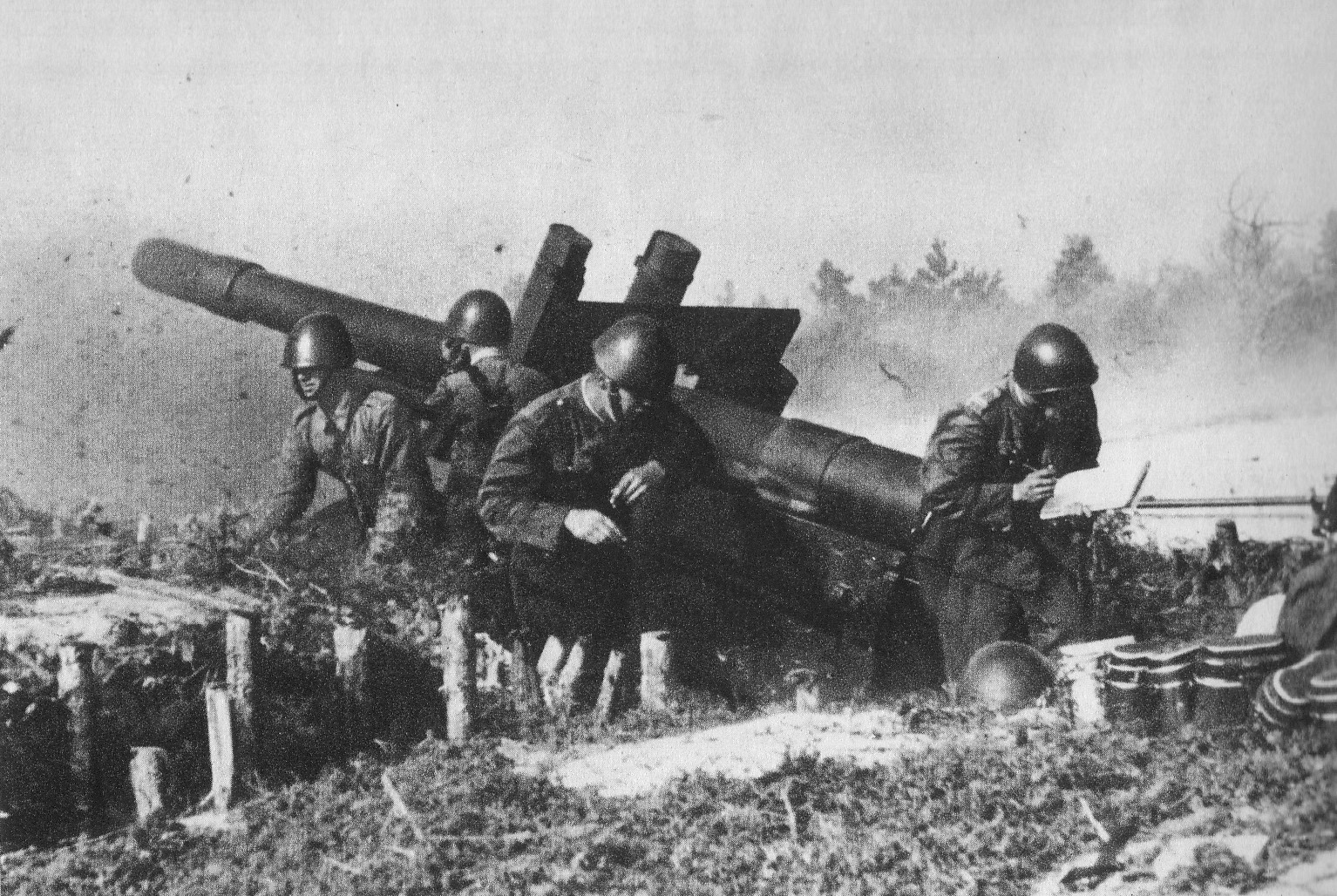
Stanowisko artyleryjskie oddziału Armii Wojska Polskiego ostrzeliwujące pozycje niemieckie w czasie walk o Pragę

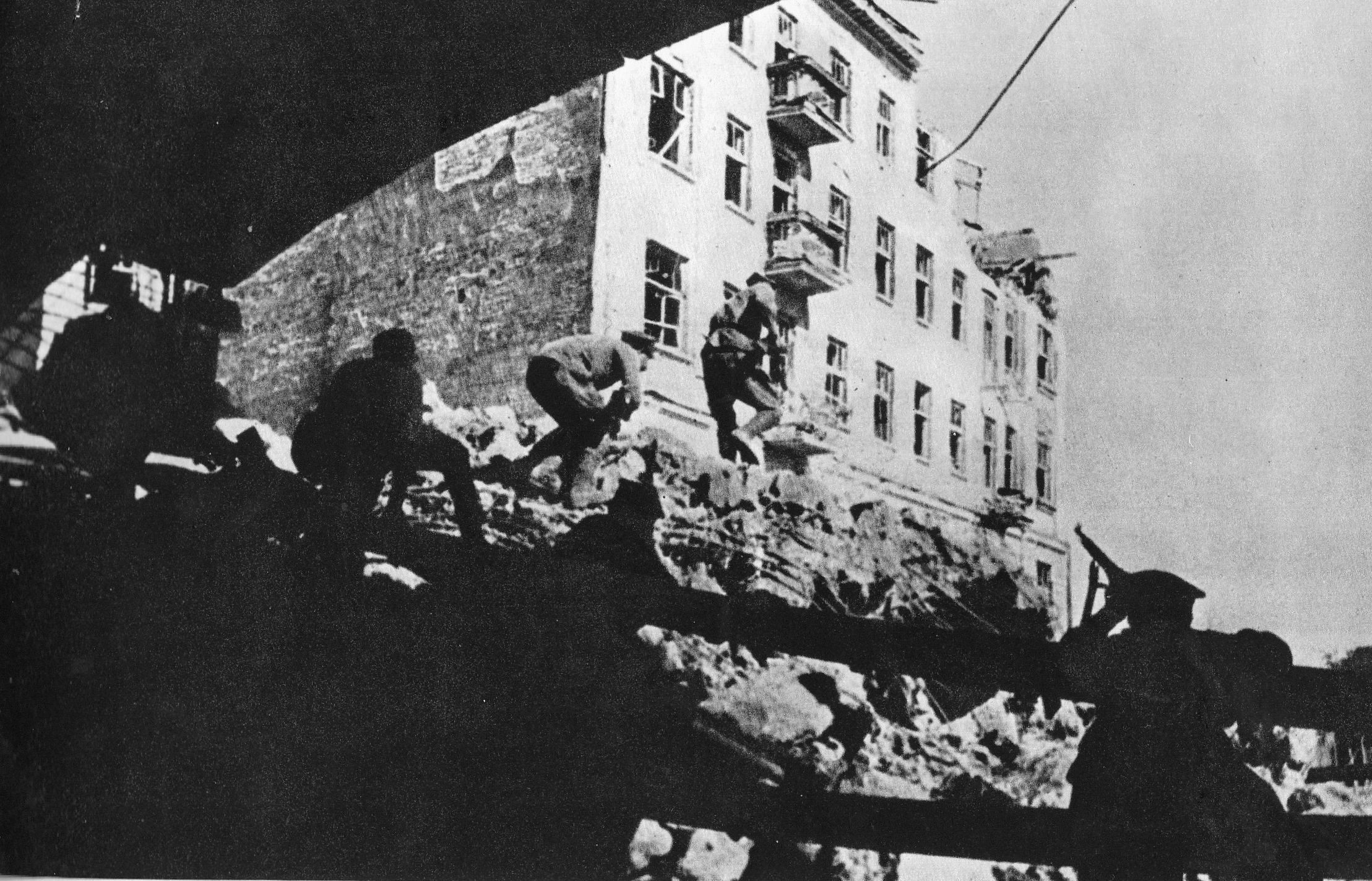
Żołnierze 1 Armii Wojska Polskiego podczas walk ulicznych na Pradze, 13 września 1944

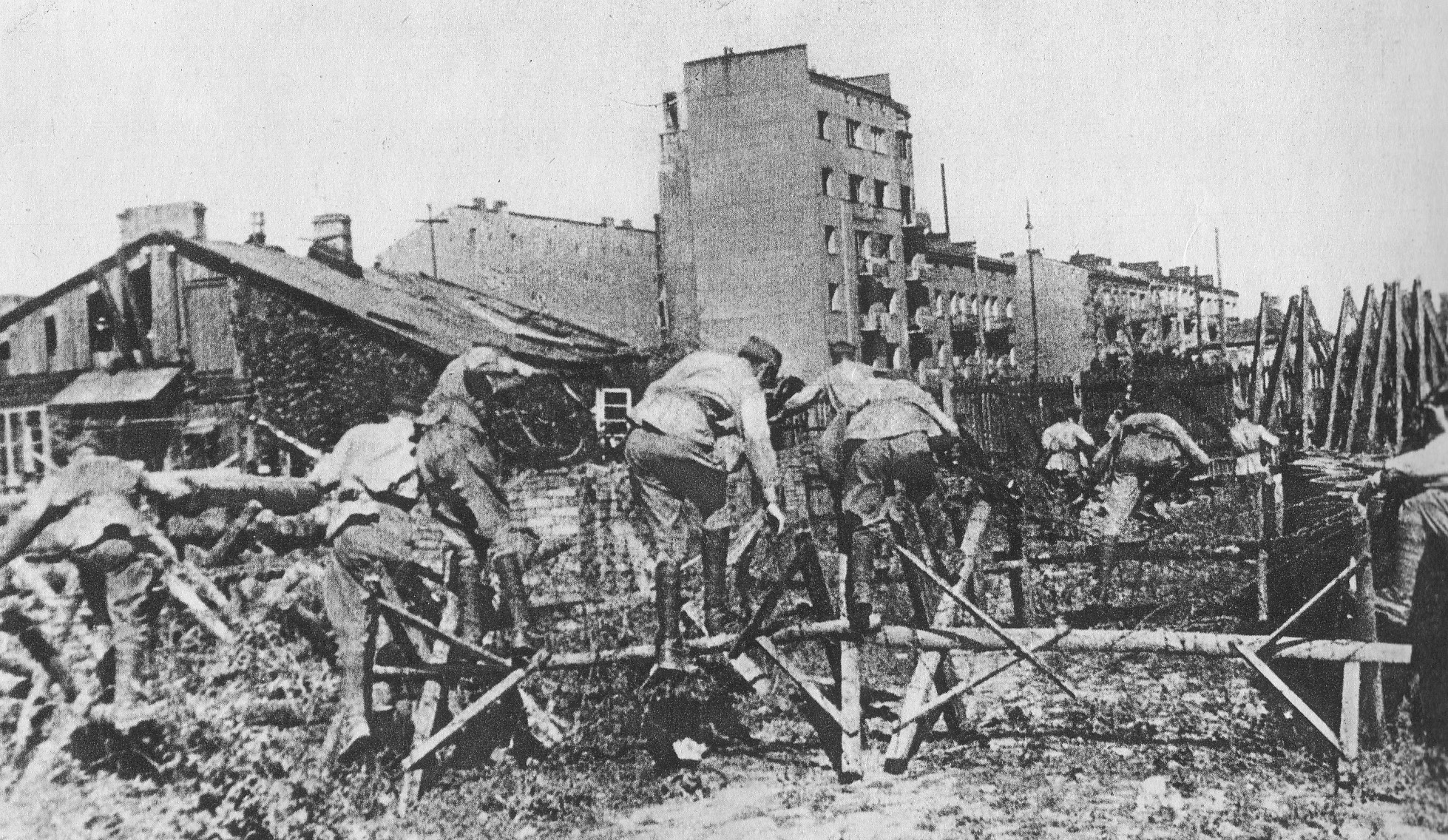
Żołnierze forsujący niemieckie zasieki podczas walk na Pradze

Walki o Warszawę − walki żołnierzy 1 Armii Wojska Polskiego i Armii Czerwonej stoczone w dniach 10–15 września 1944 o zajęcie Pragi – centralnej części prawobrzeżnej Warszawy. Do walk o Pragę doszło w trakcie powstania warszawskiego.

## Opis
Po zakończonej zwycięstwem Niemców bitwie pancernej pod Radzyminem i Wołominem (25 lipca–5 sierpnia 1944), która zatrzymała na przedpolach Warszawy operację brzesko-lubelską Armii Czerwonej i uniemożliwiła zajęcie z marszu całego miasta, wojska radzieckie po kilku tygodniach podjęły ponownie próbę opanowania prawobrzeżnej części miasta. 
Na początku września 1944 wojska prawego skrzydła 1 Frontu Białoruskiego, po walkach na przedpolach Warszawy, osiągnęły rubież: Zegrze, Słupno, Wesoła, Stara Miłosna, Międzylesie, Zbytki. Na rubieży tej Niemcy rozbudowali przedni skraj obrony Przedmościa Warszawskiego. Na terenie o powierzchni 700 km² Niemcy zgromadzili jednostki IV Korpusu Pancernego SS w składzie dwóch dywizji pancernych SS „Wiking” i „Totenkopf”, węgierskiej 1 Dywizji Kawalerii i 73 Dywizji Piechoty z 9 Armii. Skuteczność obrony Warszawy dowództwo Grupy Armii „Środek” wiązało z utrzymaniem przedmościa. Niemcy za wszelką cenę starali się nie dopuścić wojsk radzieckich do Wisły i połączenia Armii Czerwonej z powstańcami.
W celu likwidacji przedmościa, dowództwo 1 Frontu Białoruskiego przygotowało operację siłami 70 Armii i 47 Armii. 47 Armii podporządkowano 1 Dywizję Piechoty im. Tadeusza Kościuszki. Główne uderzenie zaplanowano od południa w kierunku: Miedzeszyn, Anin, Wygoda, Dworzec Wschodni, pomocnicze z północnego wschodu w kierunku: Radzymin, Praga.
1 Dywizja Piechoty im. Tadeusza Kościuszki działała w składzie sowieckiego 125 Korpusu Armijnego, na jego głównym kierunku uderzenia i współdziałała z sowieckimi 76 i 175 Dywizją Piechoty. 1 Dywizja Piechoty otrzymała zadanie przełamać niemiecką obronę na odcinku 1,7 km, pomiędzy hutą szkła a przystankiem kolejowym Międzylesie, kontynuować natarcie na głębokość 16 km w kierunku na Anin, Wawer, Pragę i w rejonie mostu Kierbedzia wyjść nad Wisłę. Cały pas natarcia na tym odcinku był silnie pocięty i gęsto zabudowany. Umocnionych stanowisk na kierunku natarcia 1 Dywizji Piechoty bronił niemiecki 70 pułk piechoty z 73 Dywizji Piechoty wspierany z zachodniego brzegu Wisły przez 173 pułk artylerii i artylerię ciężką. 1 Dywizja Piechoty, na czas natarcia, wspierana była sowiecką artylerią, w tym artylerią rakietową, wzmocniona była batalionem czołgów i batalionem saperów. Dowódca dywizji generał Wojciech Bewziuk ugrupował dywizję w dwa rzuty. W pierwszym nacierały 1 i 3 pułki piechoty, w drugim 2 Pułk Piechoty.
10 września 1944 w godzinach rannych wykonano rozpoznanie walką siłami jednego batalionu sowieckiego i 1 batalionu 3 pułku piechoty. O 13:00, po półtoragodzinnym przygotowaniu artyleryjskim i lotniczym, przystąpiono do natarcia. Do końca dnia dywizja przełamała pierwszą i drugą pozycję obronną, rozbiła 70 pułk piechoty w rejonie Glinek i osiągnęła szosę Czaplowizna – Wawer. Następnego dnia podeszła pod Kawęczyn. 12 września zbliżyła się do Pragi, gdzie wieczorem na przedpolach odparła kontruderzenie niemieckiego pułku piechoty zmotoryzowanej, wsparte czołgami z 19 Dywizji Pancernej. 
13 września 1944 1 Dywizja Piechoty prowadziła walki uliczne na Pradze wspierana w końcowej fazie walk przez 1 Brygadę Pancerną im. Bohaterów Westerplatte i 13 pułk artylerii przeciwpancernej. Do 16:30 1 pułk piechoty osiągnął skrzyżowanie ul. Zamoyskiego z ul. Targową i al. Zieleniecką. W nocy 2 pułk piechoty zdobył Dworzec Wileński, a 3 pułk piechoty stację kolejową Warszawa – Praga. Żołnierze z radzieckiej 175 Dywizji Piechoty zdobyli Grochów i kontynuowali natarcie na Saską Kępę. Operująca po prawej stronie 76 Dywizja Piechoty, zdobyła Targówek i rozpoczęła walki o Nowe Bródno. 
Walki zakończyły się o godzinie 5:30 rano 15 września 1944. Wyzwolenie Pragi umożliwiło 1 Armii Wojska Polskiego podjęcie działań mających na celu uchwycenie przyczółków na lewym brzegu Wisły i udzielenie wsparcia walczącym powstańcom.
Straty 1 Dywizji Piechoty: 1792 żołnierzy i oficerów, w tym 310 zabitych i zaginionych, 1482 rannych. Straty niemieckie: około 2 tysięcy zabitych i rannych, 106 dostało się do niewoli.
W ciągu kolejnych czterech miesięcy Praga znajdowała się na linii frontu, z czego przez pierwsze sześć tygodni nie tylko od strony Wisły, ale również od strony północnej.

## Upamiętnienie
- Walki o Pragę zostały upamiętnione na Grobie Nieznanego Żołnierza w Warszawie, napisem na jednej z tablic w okresie po II wojnie światowej – Praga 10-14 IX 1944, a po 1990 Wisła-Praga 29 VII – 2 X 1944.